# József Sándor
József Sándor (nacido el 6 de agosto de 1892, fecha de muerte desconocida) fue un luchador húngaro.  Compitió en la prueba de peso ligero en los Juegos Olímpicos de Verano de 1912. 